# Балийский ботанический сад
Балийский ботанический сад (индон. Kebun Raya Bali) — ботанический сад в округе Табанан.
Ботанический сад основан 15 июля 1959 года в центральной части острова Бали по указанию Президента Сукарно. Первоначально он назывался Эка-Карья («Первое творение»), так как это был индонезийский ботанический сад, образованный в независимой стране. Сад расположен в гористой местности на высоте около 1300 м над уровней моря, примерно в 90 минутах езды к северу от Денпасара. Рядом расположено озеро Братан с известным индуистским храмом Улун Дану Братан на берегу. Сад является центром ботанических исследований, а также местом образования и отдыха. Он управляется Индонезийским институтом наук (LIPI).
Сад имеет площадь 157,5 га, в условиях среднегорья дневная температура колеблется в районе +23 °C и около +15 °C ночью. Средняя влажность составляет около 70-90 %.
Первоначально предполагалось, что Балийский ботанический сад будет специализироваться на выращивании хвойных растений и как место для отдыха. В саду проводились научные, культурные и развлекательные мероприятия для посетителей. Посещение сада было ограничено в 1965 году из-за нестабильной политической обстановке в стране. Заново для широкого посещения сад был открыт только 30 апреля 1975 года, а его площадь была расширена до 129,2 га. В 2001 году площадь сада была увеличена до 157,5 га.
Сад состоит как из открытых зон для отдыха, так и из остатков горного тропического леса. Сад включает большую экспозицию орхидей (более 300 видов), плотоядные растения, бамбуковый сад (87 видов), оранжерею кактусов (100 видов), парк папоротников (188 видов), традиционные балийские лекарственные растения (300 видов) и церемониальные растения (218 видов), сад рододендронов (свыше 20 видов), розарий, водный сад, а также одну из крупнейших в мире коллекций бегоний (100 видов). Одной из достопримечательностей является гигантский фикус.
Всего в саду насчитывается более 21 тыс. живых образцов, принадлежащих к примерно 2400 видам, представляющим различные виды из горных районов Индонезии: не только из Бали, но и с других Малых Зондских островов, в также с Сулавеси, Малуку и Папуа. Кроме того, в его гербарии содержится около 10 тыс. сохранившихся образцов растений, начиная от водорослей и заканчивая цветковыми.
В саду обитает около 80 видов птиц, регулярно можно встретить яванскую тупайю, а иногда можно заметить макак.
В 2011 году Балийский ботанический сад посетили 350 тыс. человек, в том числе около 10 тыс. иностранцев.
В 2014 году здесь была проведена научная конференция по изучению папоротников.

## Галерея
- Вид с высоты птичьего полёта
- Сад в 1998 году
- В ботаническом саду Бали
- Папоротники в саду